# Seneca (film, 2023)
Seneca (tyska: Seneca – Oder: Über die Geburt von Erdbeben) är en tysk biografisk dramafilm från 2023. Filmen är regisserad av Robert Schwentke efter ett manus skrivet av Schwentke och Matthew Wilder.
Filmen hade biopremiär i Sverige den 20 oktober 2023, utgiven av Njutafilms.

## Handling
Filmen kretsar kring filosofen och dramatikern Lucius Annaeus Seneca som sedan lång tid arbetat som mentor till kejsar Nero, vilket gjort honom enormt rik.

## Rollista (i urval)
- John Malkovich – Seneca
- Tom Xander – Nero
- Wolfram Koch – Fabius
- Louis Hofmann – Lucilius
- Lilith Stangenberg – Pompeia Paulina
- Samia Chancrin – Balbina
- Waldemar Kobus – Sergeant
- Annika Meier – Cecilia
- Lauren Wagner – Tigellinus
- Alexander Fehling – Decimus
- Geraldine Chaplin – Cecilia
- Blerim Destani – Piso
- Samuel Finzi – Status
- Andrew Koji – Felix
- Mary-Louise Parker – Agrippina
- Julian Sands – Rufus
- Guido Broscheit – Lucius